# Жван
Жван (мкд. Жван) је насеље у Северној Македонији, у југозападном делу државе. Жван припада општини Демир Хисар.

## Географија
Насеље Жван је смештено у југозападном делу Северне Македоније. Од најближег већег града, Битоља, насеље је удаљено 45 km северозападно.
Жван се налази у западном делу области Демир Хисар. Насеље је положено у горњем делу тока Црне реке, у долинском делу. Североисточно од насеља издиже се Бушева планина, а југозападно Плакенска планина. Надморска висина насеља је приближно 680 метара.
Клима у насељу је континентална.

## Становништво
По попису становништва из 2002. године Жван је имао 428 становника.
Претежно становништво у насељу су етнички Македонци (100%).
Већинска вероисповест у насељу је православље.